# Уорд, Генриетта
Генриетта Уорд (англ. Henrietta Ward, полное имя Henrietta Mary Ada Ward; 1832—1924) — английская историческая и жанровая художница викторианской эпохи.

## Биография
Родилась 1 июня 1832 года в Лондоне в семье, в которой были профессиональные художники на протяжении нескольких поколений. Её дед по отцовской линии — Джеймс Уорд был художником-анималистом; у него были родственниками художники Джон Джексон и Джордж Морланд. Её родители тоже были художниками — отец Джордж Уорд (англ. George Raphael Ward) был известным автором гравюр, мать Мэри Уорд (англ. Mary Webb Ward) писала миниатюры.
Будучи единственным ребёнком в семье, Генриетта выросла в окружении художников, в том числе Эдвина Ландсира и Чарльза Лесли, а также братьев — Джона Шалона и Альфреда Шалона.
Первоначально обучалась искусству в художественной школе Блумсбери, затем — в академии английского художника и преподавателя Генри Сасса. В 1843 году, в возрасте 11 лет, влюбилась в 27-летнего художника Эдварда Уорда, за которого позже вышла замуж. Несмотря на большое количество родившихся детей, Генриетта развивала свою творческую карьеру. Работала в разных жанрах, также была отмечена за её исторические работы и портреты, в частности Томаса Чаттертона и Элизабет Фрай. Часто использовала своих детей в качестве моделей для своих картин.

Портрет королевы Виктории

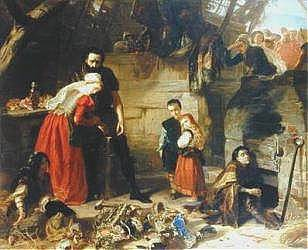
Картина Palissy the Potter

Одна из её самых известных картин — Palissy the Potter, была представлена в Королевской академии в 1866 году и посвящена Бернару Палисси. Эта и другие её произведения (Queen Mary quitting Stirling Castle, Scene from the childhood of Joan of Arc) сделали Генриетту Уорд одной из выдающихся женщин-художниц в истории своего поколения. Кроме написания картин она давала уроки некоторым детям королевы Виктории и принца Альберту. Генриетта была суфражисткой, поддерживала отношения с Чарльзом Диккенсом и Джорджем Крукшенком.
После смерти мужа в 1879 году, чтобы поддержать семью, вдова открыла свою собственную художественную школу, которая специализировалась на подготовке молодых женщин-художниц. Она также получала пенсию в размере 100 фунтов стерлингов за свои предыдущие заслуги как преподаватель королевской семьи.
Генриетта Уорд была наставницей в живописи матери Уинстона Черчилля Дженни. Сам Уинстон, ставший впоследствии художником-любителем и даже Почётным членом Королевской академии художеств, сопровождал мать на эти занятия.
Умерла 12 июля 1924 года в Слау.

## Семья
В 1843 году Генриетта познакомилась с художником Эдвардом Уордом, имевшим одинаковую с ней фамилию. Они поженились тайно в мае 1848 года, после побега, который им организовал друг Эдварда Уилки Коллинз, позже положивший этот случай в основу своего романа «Бэзил». Мать Генриетты никогда не простила бегство дочери и лишила её наследства. В семье было восемь детей. Их сын Лесли Уорд стал популярным карикатуристом.
После смерти мужа она написала две книги автобиографических мемуаров об их совместной жизни — Mrs. E. M. Ward’s Reminiscences (в 1911 году) и Memories of Ninety Years (в 1924 году).